# Sport Club Fortuna Köln 2016-2017
Questa voce raccoglie le informazioni riguardanti lo Sport Club Fortuna Köln nelle competizioni ufficiali della stagione 2016-2017.

## Stagione
Nella stagione 2016-2017 il Fortuna Colonia, allenato da Uwe Koschinat, concluse il campionato di 3. Liga al 16º posto.

## Rosa
| N. |                      | Ruolo | Calciatore          |
| -- | -------------------- | ----- | ------------------- |
| 1  | Germania (bandiera)  | P     | André Poggenborg    |
| 3  | Germania (bandiera)  | D     | Daniel Flottmann    |
| 3  | Germania (bandiera)  | D     | Bernard Kyere       |
| 4  | Mozambico (bandiera) | D     | Boné Uaferro        |
| 5  | Germania (bandiera)  | C     | Markus Pazurek      |
| 6  | Germania (bandiera)  | D     | Dennis Engelmann    |
| 7  | Germania (bandiera)  | C     | Michael Kessel      |
| 8  | Germania (bandiera)  | A     | Maurice Exslager    |
| 10 | Brasile (bandiera)   | C     | Cauly               |
| 11 | Germania (bandiera)  | C     | Kai Bösing          |
| 13 | Germania (bandiera)  | A     | Johannes Rahn       |
| 14 | Germania (bandiera)  | D     | Cimo Röcker         |
| 15 | Germania (bandiera)  | C     | Christopher Theisen |
| 16 | Ghana (bandiera)     | D     | Kusi Kwame          |

| N. |                         | Ruolo | Calciatore          |
| -- | ----------------------- | ----- | ------------------- |
| 17 | Germania (bandiera)     | D     | Jannik Schneider    |
| 18 | Croazia (bandiera)      | A     | Marc Brašnić        |
| 19 | Turchia (bandiera)      | A     | Serhat Koruk        |
| 20 | Germania (bandiera)     | C     | Oliver Schröder     |
| 22 | Germania (bandiera)     | D     | Florian Hörnig      |
| 23 | Germania (bandiera)     | P     | Tim Boss            |
| 27 | RD del Congo (bandiera) | D     | Cédric Mimbala      |
| 28 | Germania (bandiera)     | C     | Lars Bender         |
| 30 | Tunisia (bandiera)      | C     | Hamdi Dahmani       |
| 31 | Germania (bandiera)     | C     | Jannik Stoffels     |
| 34 | Danimarca (bandiera)    | C     | Kristoffer Andersen |
| 37 | Germania (bandiera)     | P     | Zicos Resvanis      |
| 38 | Turchia (bandiera)      | C     | Selçuk Alibaz       |
| 39 | Germania (bandiera)     | C     | Maik Kegel          |

## Organigramma societario
Area tecnica
- Allenatore: Uwe Koschinat
- Allenatore in seconda: André Filipovic
- Preparatore dei portieri: Michael Hafkemeyer
- Preparatori atletici: André Filipovic, Christian Osebold

## Calciomercato

### Sessione estiva
| Acquisti | Acquisti        | Acquisti            | Acquisti |
| R.       | Nome            | da                  | Modalità |
| -------- | --------------- | ------------------- | -------- |
| D        | Bernard Kyere   | Kaiserslautern II   |          |
| A        | Marc Brašnić    | Paderborn           |          |
| C        | Selçuk Alibaz   | Konyaspor           |          |
| C        | Maik Kegel      | Holstein Kiel       |          |
| P        | Zicos Resvanis  | Fortuna Colonia U19 |          |
| C        | Jannik Stoffels | Fortuna Colonia U19 |          |

| Cessioni | Cessioni         | Cessioni               | Cessioni |
| R.       | Nome             | a                      | Modalità |
| -------- | ---------------- | ---------------------- | -------- |
| A        | Julius Biada     | Eintracht Braunschweig |          |
| C        | Andreas Glockner | Coblenza               |          |
| A        | Marco Königs     | Kickers Würzburg       |          |
| C        | Ergün Pala       | Bergisch Gladbach      |          |
| P        | Antonio Vella    | VfL Alfter             |          |
| C        | Ozan Yilmaz      | Wattenscheid 09        |          |

### Sessione invernale
| Acquisti | Acquisti         | Acquisti   | Acquisti |
| R.       | Nome             | da         | Modalità |
| -------- | ---------------- | ---------- | -------- |
| A        | Maurice Exslager | Magdeburgo |          |

| Cessioni | Cessioni | Cessioni | Cessioni |
| R.       | Nome     | a        | Modalità |
| -------- | -------- | -------- | -------- |

## Risultati

### 3. Liga

#### Girone di andata
| Arbitro: | Stark |

|  |           |                                   |
|  | Marcatori | 30’ Dahmani 47’ Uaferro 64’ Cauly |

| Arbitro: | Günsch |

|                     |           |  |
| Bender 2’ Cauly 80’ | Marcatori |  |

| Arbitro: | Koslowski |

|                                      |           |  |
| Schäffler 1’ Pezzoni 47’ Andrich 58’ | Marcatori |  |

| Arbitro: | Steinhaus-Webb |

|               |           |  |
| Flottmann 21’ | Marcatori |  |

| Arbitro: | Cortus |

|                                |           |  |
| Pigl 49’ Kammlott 59’ Uzan 90’ | Marcatori |  |

| Arbitro: | Dingert |

|           |           |  |
| Cauly 33’ | Marcatori |  |

| Arbitro: | Willenborg |

|                     |           |                                |
| Lais 53’ Hyseni 90’ | Marcatori | 32’ Dahmani 59’ (rig.) Brašnić |

| Arbitro: | Brütting |

|  |           |                  |
|  | Marcatori | 59’, 79’ Andrist |

| Arbitro: | Kornblum |

|                          |           |                                  |
| Jüllich 71’ Aschauer 89’ | Marcatori | 65’ Bender 73’ Dahmani 82’ Cauly |

| Arbitro: | Welz |

|             |           |             |
| Dahmani 82’ | Marcatori | 26’ Fennell |

| Arbitro: | Hussein |

|                                                                               |           |  |
| Streker 12’ Bahn 30’ Kader 38’ Schleusener 42’ Stark 63’ Ornatelli 84’ (rig.) | Marcatori |  |

| Arbitro: | Fritsch |

|  |           |                            |
|  | Marcatori | 13’ Wegkamp 90’ Vasiliadis |

| Arbitro: | Gerach |

|  |           |             |
|  | Marcatori | 53’ Dahmani |

| Arbitro: | Petersen |

|  |           |             |
|  | Marcatori | 78’ Schwarz |

| Arbitro: | Müller |

|                       |           |              |
| Cauly 10’ Dahmani 12’ | Marcatori | 55’ Nietfeld |

| Arbitro: | Müller |

|           |           |             |
| Dedič 86’ | Marcatori | 19’ Dahmani |

| Arbitro: | Mix |

|             |           |                   |
| Dahmani 67’ | Marcatori | 38’ (rig.) Schulz |

| Arbitro: | Schlager |

|                                 |           |  |
| Schnellhardt 21’ Il'jučenko 87’ | Marcatori |  |

| Arbitro: | Hussein |

|            |           |  |
| Alibaz 35’ | Marcatori |  |

#### Girone di ritorno
| Arbitro: | Aarnink |

|                                 |           |              |
| Zingerle 24’ (aut.) Mimbala 67’ | Marcatori | 26’ Schiller |

| Arbitro: | Osmanagic |

|             |           |              |
| Schmidt 40’ | Marcatori | 84’ Andersen |

| Colonia 11 febbraio 2017, ore 14:00 CET 22ª giornata | Fortuna Colonia | 0 – 0 referto | Wehen Wiesbaden | Südstadion (1 293 spett.)\| Arbitro: \| Börner \| |
| Arbitro:                                             | Börner          |               |                 |                                                   |

| Arbitro: | Sather |

|                                                                          |           |             |
| Mühling 29’ Schwenk 31’ Fetsch 46’ Drexler 59’ (rig.) Mimbala 72’ (aut.) | Marcatori | 44’ Dahmani |

| Arbitro: | Müller |

|  |           |              |
|  | Marcatori | 16’ Kammlott |

| Arbitro: | Schröder |

|                                   |           |                    |
| Hansch 23’ Danneberg 64’ Mast 85’ | Marcatori | 21’ (aut.) Dabanlı |

| Arbitro: | Aarnink |

|                         |           |                   |
| Theisen 90’ Pazurek 90’ | Marcatori | 44’, 78’ Grüttner |

| Arbitro: | Fritsch |

|               |           |            |
| Benyamina 56’ | Marcatori | 77’ Röcker |

| Arbitro: | Pfeifer |

|                                |           |  |
| Pazurek 65’ (rig.) Dahmani 74’ | Marcatori |  |

| Halle 25 marzo 2017, ore 14:00 CET 29ª giornata | Hallescher | 0 – 0 referto | Fortuna Colonia | Erdgas Sportpark (6 129 spett.)\| Arbitro: \| Jablonski \| |
| Arbitro:                                        | Jablonski  |               |                 |                                                            |

| Colonia 1º aprile 2017, ore 14:00 CEST 30ª giornata | Fortuna Colonia | 0 – 0 referto | FSV Francoforte | Südstadion (1 846 spett.)\| Arbitro: \| Winter \| |
| Arbitro:                                            | Winter          |               |                 |                                                   |

| Arbitro: | Bacher |

|                           |           |  |
| Wegkamp 5’, 21’ Morys 39’ | Marcatori |  |

| Arbitro: | Mix |

|                                            |           |  |
| Andersen 21’ Pazurek 75’ Alibaz 86’ (rig.) | Marcatori |  |

| Arbitro: | Müller |

|                                              |           |                                |
| Al-Hazaimeh 2’ Grimaldi 12’, 39’ Tekerci 30’ | Marcatori | 63’ Pazurek 79’ (rig.) Dahmani |

| Arbitro: | Reichel |

|                |           |             |
| König 14’, 19’ | Marcatori | 76’ Dahmani |

| Arbitro: | Schlager |

|  |           |           |
|  | Marcatori | 89’ Soyak |

| Arbitro: | Schmidt |

|                   |           |                         |
| Wriedt 90’ (rig.) | Marcatori | 23’ Dahmani 60’ Uaferro |

| Arbitro: | Bacher |

|  |           |                                         |
|  | Marcatori | 45’ Wiegel 72’ Onuegbu 90’ Brandstetter |

| Arbitro: | Heft |

|                                               |           |  |
| Klement 10’ Bohl 28’ Halimi 54’ Lohkemper 72’ | Marcatori |  |

## Statistiche

### Statistiche di squadra
| Competizione | Punti | In casa | In casa | In casa | In casa | In casa | In casa | In trasferta | In trasferta | In trasferta | In trasferta | In trasferta | In trasferta | Totale | Totale | Totale | Totale | Totale | Totale | DR  |
| Competizione | Punti | G       | V       | N       | P       | Gf      | Gs      | G            | V            | N            | P            | Gf           | Gs           | G      | V      | N      | P      | Gf     | Gs     | DR  |
| ------------ | ----- | ------- | ------- | ------- | ------- | ------- | ------- | ------------ | ------------ | ------------ | ------------ | ------------ | ------------ | ------ | ------ | ------ | ------ | ------ | ------ | --- |
| 3. Liga      | 46    | 19      | 8       | 5       | 6       | 18      | 16      | 19           | 4            | 5            | 10           | 19           | 43           | 38     | 12     | 10     | 16     | 37     | 59     | -22 |
| Totale       | 46    | 19      | 8       | 5       | 6       | 18      | 16      | 19           | 4            | 5            | 10           | 19           | 43           | 38     | 12     | 10     | 16     | 37     | 59     | -22 |

### Andamento in campionato
| Giornata  | 1 | 2 | 3 | 4 | 5 | 6 | 7 | 8 | 9 | 10 | 11 | 12 | 13 | 14 | 15 | 16 | 17 | 18 | 19 | 20 | 21 | 22 | 23 | 24 | 25 | 26 | 27 | 28 | 29 | 30 | 31 | 32 | 33 | 34 | 35 | 36 | 37 | 38 |
| --------- | - | - | - | - | - | - | - | - | - | -- | -- | -- | -- | -- | -- | -- | -- | -- | -- | -- | -- | -- | -- | -- | -- | -- | -- | -- | -- | -- | -- | -- | -- | -- | -- | -- | -- | -- |
| Luogo     | T | C | T | C | T | C | T | C | T | C  | T  | C  | T  | C  | C  | T  | C  | T  | C  | C  | T  | C  | T  | C  | T  | C  | T  | C  | T  | C  | T  | C  | T  | T  | C  | T  | C  | T  |
| Risultato | V | V | P | V | P | V | N | P | V | N  | P  | P  | V  | P  | V  | N  | N  | P  | V  | V  | N  | N  | P  | P  | P  | N  | N  | V  | N  | N  | P  | V  | P  | P  | P  | V  | P  | P  |
| Posizione | 1 | 1 | 2 | 2 | 3 | 2 | 4 | 5 | 4 | 5  | 8  | 10 | 6  | 8  | 6  | 8  | 8  | 10 | 9  | 5  | 5  | 6  | 9  | 10 | 11 | 12 | 13 | 10 | 11 | 12 | 14 | 10 | 14 | 15 | 15 | 15 | 15 | 16 |

Legenda:

Luogo: C = Casa; T = Trasferta. Risultato: V = Vittoria; N = Pareggio; P = Sconfitta.

### Statistiche dei giocatori
| S. Alibaz     | 25 | 2  | 2  | 0 |
| K. Andersen   | 18 | 2  | 5  | 1 |
| L. Bender     | 34 | 2  | 3  | 0 |
| T. Boss       | 13 | 0  | 1  | 0 |
| M. Brašnić    | 10 | 1  | 0  | 0 |
| K. Bösing     | 10 | 0  | 0  | 0 |
| C. Cauly      | 33 | 5  | 3  | 0 |
| H. Dahmani    | 38 | 13 | 2  | 0 |
| D. Engelmann  | 11 | 0  | 1  | 0 |
| M. Exslager   | 2  | 0  | 0  | 0 |
| D. Flottmann  | 32 | 1  | 9  | 0 |
| F. Hörnig     | 9  | 0  | 0  | 0 |
| M. Kegel      | 7  | 0  | 1  | 0 |
| M. Kessel     | 32 | 0  | 10 | 0 |
| S. Koruk      | 9  | 0  | 0  | 0 |
| K. Kwame      | 31 | 0  | 7  | 0 |
| C. Mimbala    | 37 | 1  | 4  | 0 |
| M. Pazurek    | 36 | 4  | 11 | 0 |
| A. Poggenborg | 25 | 0  | 0  | 0 |
| J. Rahn       | 22 | 0  | 3  | 0 |
| Z. Resvanis   | 0  | 0  | 0  | 0 |
| C. Röcker     | 16 | 1  | 4  | 1 |
| J. Schneider  | 9  | 0  | 2  | 0 |
| O. Schröder   | 15 | 0  | 2  | 0 |
| J. Stoffels   | 2  | 0  | 0  | 0 |
| C. Theisen    | 21 | 1  | 5  | 2 |
| B. Uaferro    | 32 | 2  | 7  | 2 |